# Municipio de Branch (Pensilvania)
El municipio de Branch (en inglés: Branch Township) es un municipio ubicado en el condado de Schuylkill en el estado estadounidense de Pensilvania. En el año 2000 tenía una población de 1.871 habitantes y una densidad poblacional de 61 personas por km².

## Geografía
El municipio de Branch se encuentra ubicado en las coordenadas 40°40′00″N 76°14′29″O / 40.66667, -76.24139.

## Demografía
Según la Oficina del Censo en 2000 los ingresos medios por hogar en la localidad eran de $38,125 y los ingresos medios por familia eran $46,324. Los hombres tenían unos ingresos medios de $32,348 frente a los $24,637 para las mujeres. La renta per cápita para la localidad era de $18,670. Alrededor del 6,6% de la población estaban por debajo del umbral de pobreza.